# Batalla de Sinsheim
La batalla de Sinsheim se enmarca dentro de la guerra franco-holandesa y enfrentó el 6 de junio de 1674 al ejército francés, al mando de Enrique de la Tour de Auvergne-Bouillon, Vizconde de Turena, que contaba con 7.500 hombres contra un importante ejército imperial a las órdenes de Lorrains de Caprara de 9.000 hombres. La batalla terminó con la victoria francesa que impidió la unión de estas fuerzas con las del duque Alejandro de Bournonville.

## Antecedentes
La guerra contra Holanda había sido preparada por Luis XIV durante cuatro años, tanto en el terreno militar como diplomático. El rey francés se las ingenió para aislar a su adversario. Tras conversaciones con Enriqueta, duquesa de Orleans y hermana de Carlos II de Inglaterra, el rey francés consigue con la firma de un tratado secreto de Dover la alianza de Inglaterra. Suecia por su parte también se unió a la alianza. Luis XIV logra además ocupar el Ducado de Lorena y aislar los Países Bajos españoles y el Franco Condado, por lo que obtiene una promesa de neutralidad española y firma alianzas con Saboya, Portugal y dos príncipes alemanes y la neutralidad de los demás.
La guerra comienza en 1672 y las tropas francesas cruzan el Rin por el vado de Tolhuis el 12 de junio, conquistando el día 20 Utrecht. Pero el mismo día, los holandeses abren los diques del Muiden e inundan gran parte de la provincia de Holanda, logrando la salvación de Ámsterdam.
Tras unas conversaciones de paz en las que Luis XIV exigió demasiado, Guillermo de Orange, futuro Guillermo III de Inglaterra, resulta elegido para estatuder, haciéndose con el poder en Holanda y convirtiéndose en el alma de la resistencia holandesa y en el más encarnizado enemigo del Rey Sol. En los siguientes meses Michiel de Ruyter vence a las fuerzas anglo-francesas en la batalla de Solebay, y los franceses son obligados a retirarse por la rotura de más diques por parte holandesa.
En 1673, Guillermo consigue que se le unan España, El Sacro Imperio Romano, Dinamarca y varios príncipes alemanes como el elector de Brandeburgo y el elector palatino. Al año siguiente Carlos II de Inglaterra pide la paz empujado por la opinión pública inglesa. De esa forma ahora es Francia la aislada frente a una coalición de una parte de Europa con el único apoyo de Suecia y Baviera. A pesar de todo logra tomar Maastricht pero se desplaza el escenario de operaciones y Luis XIV envía soldados al Franco Condado mientras Luis II de Condé se ve reducido a la defensiva en los Países Bajos y el Mariscal Turena en Alsacia.

## La batalla
Turena se había situado de forma que impedía la entrada de ayuda en Luxemburgo cerca de Saverne o Zabern, ciudad a unos 35 km al noroeste de Estrasburgo. En junio se enteró de que dos ejércitos se encontraban en marcha para cruzar el Rin, una fuerza de 9.000 hombres al mando de Caprara y otra de la misma fuerza al mando del duque Alejandro de Bournonville. Turena sabía que debía evitar la unión de estos ejércitos y, con el fin de derrotarlos por separado, comenzó el 1 de junio unas marchas forzadas. El día 14 cruzó el Rin por Philippsburg con 9.000 hombres y avanzó hasta Hockenheim, donde acampó. Turena descubrió a su enemigo al otro lado de una pequeña ciudad del Palatinado, llamada Sinsheim, y que se encontraba a mitad del camino entre Philisppsburg y Heilbronn.
Al ver a sus enemigos, los imperiales piensan que su objetivo es conquistar la ciudad, por lo que toman posiciones defensivas. Los ejércitos rivales eran muy similares. Caprara contaba con la ventaja de una posición ventajosa en una colina con laderas escarpadas y sus hombres estaban frescos, mientras que los franceses habían recorrido 160 km en cuatro días.
Caprara envió un destacamento a la ciudad y otro a una antigua abadía que, como un castillo fortificado, se extendía entre la ciudad y la colina. En la colina el ejército formó en dos líneas, la primera al mando del duque de Lorena y la segunda a las órdenes del Conde Caprara. Detrás de ellos había un gran bosque.
Para atacar, los franceses debían cruzar dos brazos del río Eltzbach, y Turena ordenó que lo efectuasen al amparo de la artillería. Después siguió una feroz lucha, primero en los suburbios y alrededores de la pequeña ciudad y en la abadía. Al cabo de hora y medía las tropas francesas habían empujado al enemigo fuera de la ciudad y de la abadía.

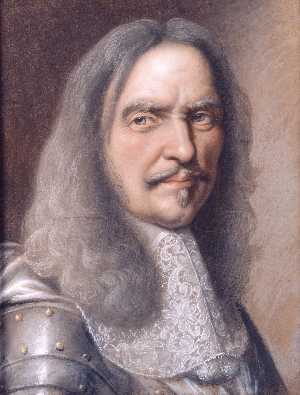
Retrato del Mariscal Turena, obra de Robert Nanteuil.

Después las tropas francesas comenzaron a ascender por un desfiladero. Sorprende que las tropas imperiales no pudieran detener este avance teniendo en cuenta que debía hacerse por un desfiladero y además por una cuesta muy empinada. Una vez estuvieron sus tropas en la colina, Turena dispuso su caballería y colocó pelotones de infantería tras ella. Tenía una viña a su derecha y una empinada pendiente a su izquierda.
En el avance de las tropas francesas se expusieron imprudentemente los flancos por los que los imperiales avanzaron inmediatamente creando gran confusión. Pero Turena pudo salvar la situación y mandó cargar a la caballería varias veces. Turena se mantuvo en la vanguardia animando a sus hombres. Tanto se expuso que en algún momento se encontró entre los coraceros del Emperador, salvando la vida por la fortuna. Por algo dijo Napoleón Bonaparte de él:
"Turena es el mayor de los generales franceses: es el único que se envalentonó con la edad".
La batalla estuvo dudosa durante mucho tiempo, pero los aliados imperiales terminaron por vacilar y empezaron a huir. El bosque que tenían a sus espalda y por el que huían los imperiales hacía peligrosa la persecución por parte de los franceses, y el marqués de Renty que intentó perseguirlos con 400 hombres, no logró nada.
La batalla había durado cuatro horas. Los franceses perdieron 1.100 soldados y 200 oficiales, en tanto que los imperiales tuvieron 2.000 bajas y 500 o 600 prisioneros. La ciudad de Sinsheim fue destruida.

## Consecuencias
A pesar de la victoria, para Turena fue un éxito limitado, ya que las tropas imperiales y del Elector de Brandeburgo poco después consiguen volver a ponerle a la defensiva, situación que no cambiará hasta la batalla de Turckheim, en la que logra que Alsacia quede libre de soldados imperiales, si bien en la primavera de 1675 vuelven y se libra la batalla de Salzbach, en la que los imperiales de Montecucolli son arrollados pero Turena resulta muerto, por lo que los franceses deben abandonar Alsacia.

## Comentarios de Napoleón sobre la batalla
Napoleón opinó de esta campaña y dijo que era admirable la marcha que había realizado para sorprender a Caprara y evitar su unión con Bournonville. Caprara pensaba que se encontraba a 55 km cuando lo encontró frente a él.